# Free Rehabilitation, Economic, Education and Legal Assistance Volunteers Association
Free Rehabilitation, Economic, Education and Legal Assistance Volunteers Association Inc. (Free LAVA, früher Free Legal Assistance Volunteers Association) ist eine Nichtregierungsorganisation in Cebu City auf den Philippinen, die sich um Gefangene und gefährdete Kinder und Jugendliche kümmert. 1984 wurde sie mit dem Right Livelihood Award (Alternativer Nobelpreis) ausgezeichnet.

## Geschichte
Die Organisation wurde 1983 von der Anwältin Winefreda Geonzon gegründet, die zur Zeit der Diktatur unter Präsident Marcos die Situation vieler Gefangener sah, die teilweise ohne Gerichtsverfahren oder über ihr Strafmaß hinaus gefangen gehalten wurden. Viele von ihnen wurden auch gefoltert.
Auch nach dem Ende der Diktatur 1986 setzte sie ihre Arbeit fort, da die Rechtslage noch immer willkürlich und brutal blieb.
1987 arbeiteten 26 regionale Gruppen unter ihrem Dach.
1995 wurde das Projekt Children in Conflict with the Law (CICL) gegründet. Seitdem ist die Arbeit mit gefährdeten Kindern und Jugendlichen ein Hauptschwerpunkt der Tätigkeit.

## Aktivitäten
Free LAVA biete Hilfe für Gefangene in Form von juristischer, humanitärer und andere Unterstützung an.
Weiterhin bietet sie für entlassene Strafgefangene Rehabilitationsmaßnahmen, Therapien und weitere Hilfe im Alltag.
Es werden Angebote zur Vorbeugung krimineller Straftaten gemacht.